# CRLF2

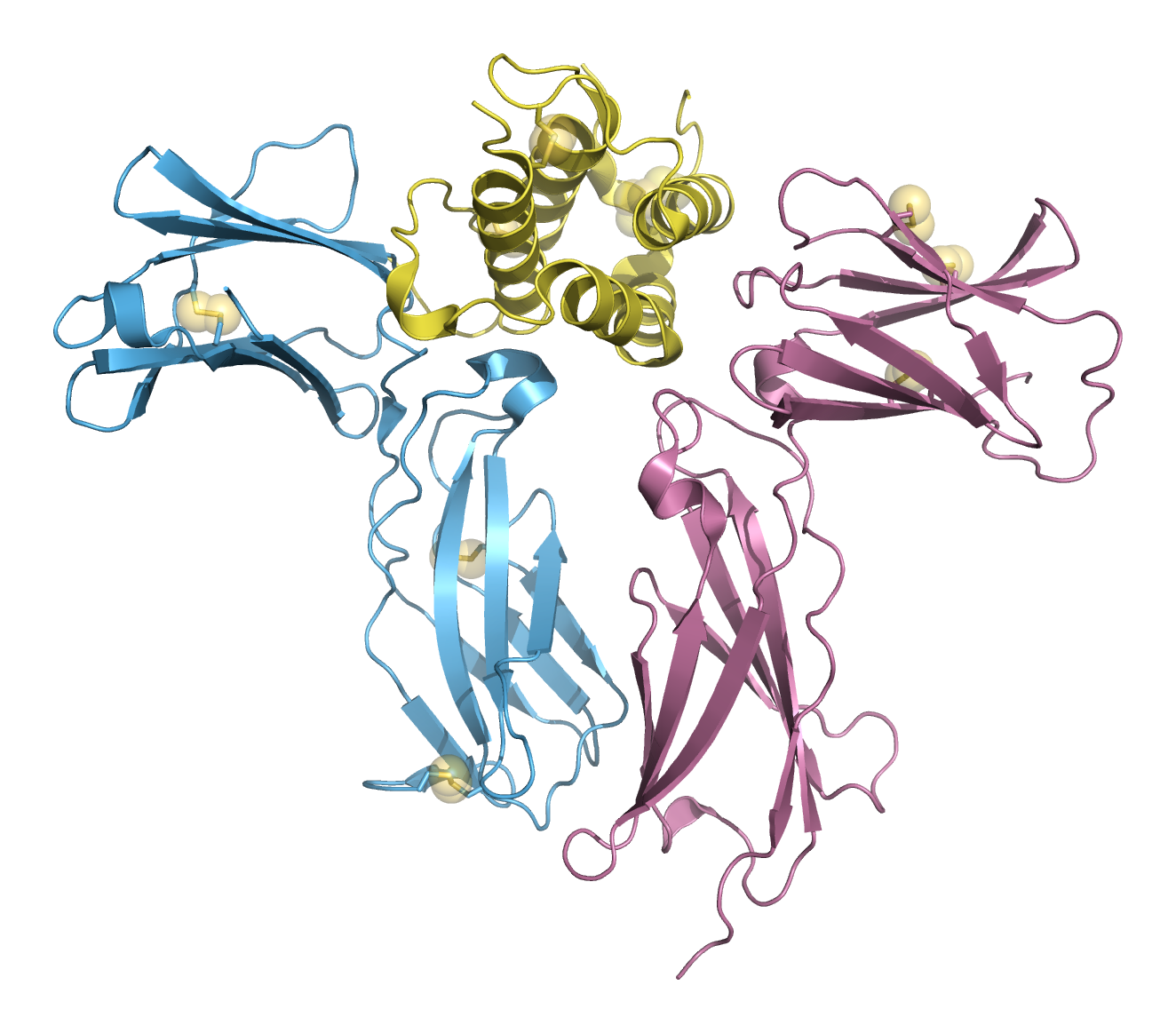
人的TSLP（黄色） 与CRLF2 (TSLP-R)（洋红色）、IL-7Ra（蓝色）组成的复合体

CRLF2（细胞因子受体样因子2，也称为TSLP-R，TSLP受体，Thymic stromal lymphopoietin receptor）是一种由人类基因 CRLF2 编码的蛋白质，与白介素-7受体α亚基（IL-7Ra）共同构成胸腺基质淋巴细胞生成素（TSLP）的受体。